# 유로비전 송 콘테스트 2022

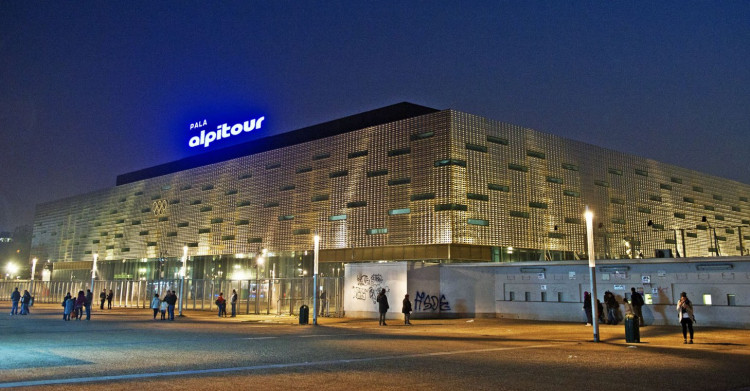

유로비전 송 콘테스트 2022(Eurovision Song Contest 2022)은 제66회 유로비전 송 콘테스트이다. 이탈리아 토리노에서 개최되었다. 40개국이 대회에 참가했으며 아르메니아와 몬테네그로는 이전 대회에서 결석한 후 복귀했다. 러시아는 원래 참가할 예정이었으나 우크라이나 침공으로 인해 참가에서 제외되었다.
우승자는 칼루시 오케스트라의 노래 "스테파니아"로 우크라이나가 우승하였다. 결승전 전화 투표로 받은 우크라이나의 439점은 지금까지 콘테스트 역사상 가장 많은 전화 투표 포인트였다.

## 같이 보기
- 아메리칸 송 콘테스트